# Mogens Krogh
Mogens Krogh (* 31. Oktober 1963 in Hjørring) ist ein ehemaliger dänischer Fußballspieler.

## Werdegang

### Spieler
Krogh spielte für Horne KFUM, Tårs Ugilt und Ikast fS, ehe er 1991 zu Brøndby IF wechselte und dort Nachfolger von Peter Schmeichel wurde. Er bestritt 455 Spiele für Brøndby IF, davon 352 in der dänischen Liga. Dabei gelang ihm ein Tor: Im Mai 1996 erzielte er in der Nachspielzeit gegen Aarhus GF per Kopfball den 3:3-Ausgleich. Krogh wurde ebenfalls in 20 Champions-League-Begegnungen sowie 38 UEFA-Pokal-Spielen eingesetzt. Er gewann mit Brøndby IF viermal die dänische Meisterschaft sowie zweimal den dänischen Pokalwettbewerb.
Mit der dänischen Nationalmannschaft wurde Krogh 1992 Europameister. Er gehörte als Ersatzmann von Torhüter Peter Schmeichel zum Aufgebot und kam während der EM nicht zum Einsatz. Im Januar 1995 zählte er zur dänischen Mannschaft, die die Interkontinental-Meisterschaft (Vorgängerturnier des FIFA-Konföderationen-Pokals) gewann. Bei dem Turnier in Saudi-Arabien stand er in zwei Spielen im Tor. Krogh bestritt sein erstes A-Länderspiel im April 1992 und sein letztes im Oktober 1998.
Am Jahresende 2002 trat er vom Leistungssport zurück.

### Trainer und Funktionär
Nach seiner Zeit als Fußballspieler arbeitete Krogh zwei Jahre für einen Golfklub auf Amager. Ab 2006 war er Jugendtrainer bei Brøndby IF, ab 2008 arbeitete Krogh bei Hvidovre IF: zunächst im Nachwuchsbereich, von Oktober bis Jahresende 2008 war er Assistenztrainer. In den Jahren 2009 und 2010 übte Krogh bei Hvidovre das Amt des Sportdirektors aus.
Ab März 2011 war er für Nordvest FC in Holbæk tätig, arbeitete bis 2013 als Torwarttrainer, in der Saison 2013/14 war er Cheftrainer. Zweiweise arbeitete Krogh auch als Torwarttrainer für die Nationalmannschaft der Färöer. Bei Næstved BK war Krogh von Juli 2014 bis Ende März 2017 als Cheftrainer beschäftigt, im Juni 2017 trat er das Amt des Sportlichen Leiters von Vendsyssel FF an. Für den Verein arbeitete er bis Ende Oktober 2018. Im Juni 2019 begann Krogh seine Arbeit als Jugendtrainer bei Hjørring IF, dem Stammverein von Vendsyssel FF. Er betreute Hjørrings U19-Mannschaft. Mitte Oktober 2022 wurde Kroghs Wechsel als Direktor zum Handballverein Elitesport Vendsyssel mit Dienstbeginn am 1. Dezember 2022 bekannt.